# Gytheio
Gytheio  este un oraș în Grecia în Prefectura Laconia.